# 志村清右衛門
志村 清右衛門（しむら せいえもん、1880年12月27日 - 1930年4月10日）は、日本の政治家。衆議院議員（2期）。

## 経歴
千葉県出身。1907年、東京高等商業学校卒。大阪住友銀行社員となる。その後、千葉郡議、同副議長、千葉県議、同参事会員、幕張町長、漁業組合長を務めた。
1924年の第15回衆議院議員総選挙において千葉1区から政友本党公認で立候補して当選。1928年の第16回衆議院議員総選挙では千葉1区から立憲民政党公認で立候補して再選した。衆議院議員を2期務めた。1930年の第17回衆議院議員総選挙には出馬しなかった。同年4月に死去した。